# ミハル・ブジェジナ
ミハル・ブジェジナ（チェコ語: Michal Březina, 1990年3月30日 - ）は、チェコ共和国の元フィギュアスケート選手（男子シングル）。2010年バンクーバー五輪、2014年ソチ五輪、2018年平昌五輪、2022年北京五輪チェコ代表。2009年世界ジュニア選手権2位、2013年ヨーロッパ選手権3位。
2022年2月8日に自身のインスタグラムにて引退を発表した。
テレビ放送、メディアでは「ミハル・ブレジナ」と表記される場合が多々ある。
妹も同じくフィギュアスケート選手のエリスカ・ブレジノワ。

## 人物
1998年長野オリンピックのアイスホッケーを見てホッケー選手になりたいと思ったが、スケート選手であった父親の勧めでスケート技術を身に付けることから始めたところ、半年ほどでホッケーをやめてフィギュアスケートに集中するようになった。
12歳のときに3回転サルコウ、15歳のときには3回転アクセルに成功している。4回転はトウループとサルコウの2種類を成功させている。
目標とする選手は1984年サラエボオリンピック銅メダリストであるチェコのヨゼフ・サボフチク、カナダのジェフリー・バトルなど。妹のエリスカ・ブレジノワは同じくフィギュアスケート選手である。
趣味はサイクリング、水泳、コンピューター、サッカー、音楽、射撃など。好きなテレビ番組はユーロスポーツで、お気に入りの映画には『ロンゲスト・ヤード』、『グラディエーター』、『ラスト サムライ』などを挙げる。
2015年5月18日、ペアスケーターのダニエル・モンタルバーノにプロポーズをし、2017年6月11日、結婚。

## 経歴
1990年3月30日チェコ共和国ブルノに生まれ、7歳でスケートを始める。
2007-2008シーズン、シニアクラスデビューとなるネーベルホルン杯で初優勝。その2週間後にはJGPブラオエン・シュベルター杯で2位となり、初のJGPメダルを獲得。欧州選手権では16位となる。しかし欧州選手権のオフアイス活動中に手首を負傷、世界ジュニア選手権では手首を固定したまま出場し5位となった。
2008-2009シーズン、ジュニアグランプリ初戦のJGPクールシュヴェル杯と第2戦JGPメラーノ杯で連続優勝し、JGPファイナル出場を確実にした。ネーベルホルン杯では銀メダルを獲得。しかし11月に膝半月板損傷のため手術を余儀なくされ、12月のISUジュニアグランプリファイナルと三国選手権を棄権した。手術の4週間後には練習に復帰、欧州選手権で10位、世界ジュニア選手権では銀メダルを獲得した。試合後の記者会見において、ブジェジナと優勝したアダム・リッポンは、お互いの存在があったからこそ頑張れた、お互いを引き上げ合う関係であるとコメントしている。

シニア完全移行となった2009-2010シーズン、シーズン初戦のネーベルホルン杯で銅メダルを獲得し、これでネーベルホルン杯の金銀銅全ての色のメダルを揃えることになった。10月のフィンランディア杯では4位。翌月シニアグランプリシリーズ初出場となるNHK杯で銅メダルを獲得。会場は1998年長野オリンピックでチェコがロシアを破って金メダルを獲得したビッグハットだった。この大会は世界ランキングの上位選手が集まる大会だった が、父親の言葉「誰だって誰にでも勝てる」という言葉を証明できた、と試合後のインタビューで語っている。 また、「ジェフリー・バトルも同じように日本で初めてメダルを獲ったんですね。彼と同じ道を歩けるのはうれしい」と雑誌のインタビュー で語っている。この時日本のフィギュア人気に驚いたらしく、帰国後も時々この時のエピソードをメディアに語っている。続くスケートカナダでは4位。12月のチェコ選手権で優勝、欧州選手権では4位となった。バンクーバーオリンピックでは10位、世界選手権に初出場して4位と健闘する。

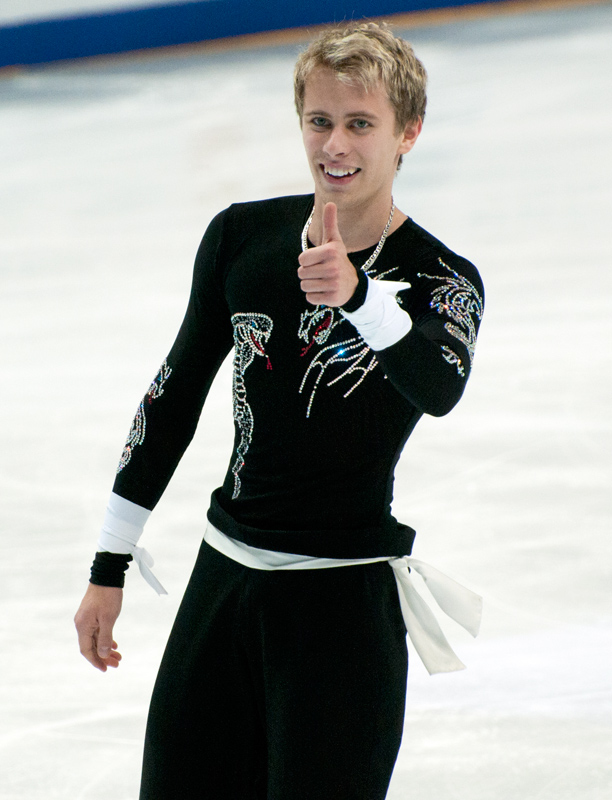
2011年ロステレコム杯でのブジェジナ

シーズンオフの間にパスカーレ・カメレンゴにショートプログラムの振付を依頼。翌年の東京での世界選手権で滑るために日本の和太鼓『鼓童』を選択した。カメレンゴ氏に振付を依頼した理由として高橋大輔の『道』が素晴らしかったからだと明かしている。夏の練習は好調でショートとフリーの両方に4回転ジャンプを2本ずつ入れることを計画していた。
2010-2011シーズン初戦のネーベルホルン杯の2週間前、練習中に4回転ジャンプで転倒して体を酷く捻り、足の血管を損傷。後に鼠蹊部静脈瘤と診断されて手術することになるが、ネーベルホルン杯に出場して7位、招待されたジャパンオープンではコンビネーションジャンプを跳ぶことができず最下位。日本から帰国後手術し、アサインされていた中国杯とエリック・ボンパール杯を棄権。12月のチェコ選手権には復帰して2位となった。ヨーロッパ選手権ではショートプログラムで2位につけたが、フリーで崩れて8位。東日本大震災の影響で東京開催が中止され、モスクワで代替開催となった世界選手権のとき、日本支援を呼びかけるビデオに出演、また、日本選手団がホテルに到着したときはロビーで出迎えた。試合ではフリーで4回転トウループと4回転サルコウを自身初めて着氷し、総合で4位となった。
2011-2012シーズンはグランプリシリーズ大会3試合に出場できるという、世界選手権上位6人だけに与えられる権利を行使した。しかし希望していたNHK杯ではなく、スケートアメリカ、エリック・ボンパール杯、ロステレコム杯にアサインされ、日本のファンのために『鼓童』を日本で滑りたかったことを嘆いた。夏の間は靴の問題に悩まされていた。ネーベルホルン杯では2位。グランプリシリーズ初戦のスケートアメリカではシニアグランプリ初優勝を果たす。帰国後靴が壊れていたことがわかり靴を換えなければならなかった。 続くエリック・ボンパール杯では3位となり、グランプリファイナル進出を決めた。また続く欧州選手権では4位に入った。4月にはコーチをヴィクトール・ペトレンコに変更し、拠点をアメリカのニュージャージーに移した。
2012-2013シーズンは10月にジャパンオープンに招待されて来日し、エキシビションで『鼓童』を日本のファンの前で披露した。スケートアメリカ6位、ロステレコム杯3位。12月の三国選手権では高熱の為ショートプログラム後に棄権。1月の欧州選手権ではシニアのISU選手権大会での初のメダルとなる銅メダルを獲得。なお、この大会の公式練習初日に左肩を脱臼するというアクシデントがあった。3月の世界選手権は10位。
2013-2014シーズン、欧州選手権では3度目の4位。ソチオリンピックは前回のバンクーバーと同じ10位だった。世界選手権はSPで3つ全てのジャンプで失敗し23位。2回転フリップの転倒時に右足首を負傷したため棄権した。シーズン終了後、コーチを以前のカレル・ファイフルに戻し、拠点もドイツのオーベルストドルフに変更した。
2014-2015シーズン、ロステレコム杯で銅メダルを獲得。新設されたチャレンジャーシリーズには2戦出場。ともに2位であったが獲得スコアで1位となり、シリーズの最高成績者となった。
引退発表
2022年2月8日、自身のインスタグラムにて競技からの引退を発表。コーチ、家族等周りの人への感謝を述べた。

## 表記
原語の発音により近いのはブ「ジェ」ジナであるが、日本語ではミハル・ブレジナないしミカル・ブレジナと書かれることが多い。これは、国際スケート連盟の公用言語が英語であり、Březinaのハーチェクを省略しBrezinaと書かれる場合があるため、その英語発音がカタカナに転写されたことによる（参照:ドヴォジャーク（Dvořák））。なおřの音はチェコ語では最も難しい発音である。

## 主な戦績
マークが付いている大会はISU公認の国際大会。

### 2009-2010シーズンから
| 大会/年                | 2009 -10 | 2010 -11 | 2011 -12 | 2012 -13 | 2013 -14 | 2014 -15 | 2015 -16 | 2016 -17 | 2017 -18 | 2018 -19 | 2019 -20 | 2020 -21 | 2021 -22 | 2022 -23 |
| ---------------------- | -------- | -------- | -------- | -------- | -------- | -------- | -------- | -------- | -------- | -------- | -------- | -------- | -------- | -------- |
| 冬季オリンピック       | 10       |          |          |          | 10       |          |          |          | 16       |          |          |          | 25       |          |
| 世界選手権             | 4        | 4        | 6        | 10       | 棄権     | 15       | 9        | 18       | 10       | 8        | 中止     | 19       |          |          |
| 欧州選手権             | 4        | 8        | 4        | 3        | 4        | 5        | 10       | 12       | 8        | 7        | 7        | 中止     | 10       |          |
| チェコ選手権           | 1        | 2        | 2        | 棄権     | 2        | 1        | 1        | 棄権     |          |          |          | 1        |          |          |
| GPファイナル           |          |          | 6        |          |          |          |          |          |          | 4        |          |          |          |          |
| GP NHK杯               | 3        |          |          |          |          |          | 7        |          | 9        |          |          |          |          |          |
| GPロステレコム杯       |          |          | 4        | 3        |          | 3        |          |          |          |          | 9        |          | 10       |          |
| GP中国杯               |          | 棄権     |          |          |          |          |          | 10       |          |          |          |          |          |          |
| GPエリック杯           |          | 棄権     | 3        |          | 5        |          |          |          |          |          |          |          |          |          |
| GPスケートカナダ       | 4        |          |          |          | 4        | 7        | 8        | 4        | 6        |          |          |          |          |          |
| GPスケートアメリカ     |          |          | 1        | 6        |          |          |          |          |          | 2        | 11       |          | 6        |          |
| GPヘルシンキ           |          |          |          |          |          |          |          |          |          | 2        |          |          |          |          |
| CS USクラシック        |          |          |          |          |          |          |          |          | 9        | 2        |          |          | 1        |          |
| CSフィンランディア杯   | 4        |          |          |          |          |          | 5        |          | 6        |          |          |          |          |          |
| CSネーベルホルン杯     | 3        | 7        | 2        | 5        |          | 2        | 6        |          |          |          |          |          |          |          |
| CSゴールデンスピン     |          | 2        |          |          |          | 2        |          |          |          |          |          |          |          |          |
| ユニバーシアード       |          |          |          |          |          |          |          | 7        |          |          |          |          |          |          |
| ニース杯               |          |          |          |          |          |          | 4        |          |          |          |          |          |          |          |
| ロンバルディア杯       |          |          |          |          |          |          | 2        |          |          |          |          |          |          |          |
| ザイブト記念           |          |          |          |          |          | 1        | 2        |          |          |          |          |          |          |          |
| スロベニアオープン     |          |          |          |          | 1        |          |          |          |          |          |          |          |          |          |
| NRW杯                  |          |          |          | 2        |          |          |          |          |          |          |          |          |          |          |
| ババリアンオープン     |          | 1        |          |          |          |          |          |          |          |          |          |          |          |          |
| 団体戦                 |          |          |          |          |          |          |          |          |          |          |          |          |          |          |
| 冬季オリンピック       |          |          |          |          |          |          |          |          |          |          |          |          | 8        |          |
| チームチャレンジカップ |          |          |          |          |          |          | 2        |          |          |          |          |          |          |          |
| ジャパンオープン       |          | 3        |          | 3        |          |          |          |          |          |          |          |          |          | 3        |

### 2008-2009シーズンまで
| 大会/年              | 2004-05 | 2005-06 | 2006-07 | 2007-08 | 2008-09 |
| -------------------- | ------- | ------- | ------- | ------- | ------- |
| 欧州選手権           |         |         |         | 16      | 10      |
| チェコ選手権         | 1 J     | 1 J     | 1 J     | 2       |         |
| ネーベルホルン杯     |         |         |         | 1       | 2       |
| シェーファー記念     |         |         |         |         | 棄権    |
| 世界Jr.選手権        |         |         | 16      | 5       | 2       |
| JGPメラーノ          |         |         |         |         | 1       |
| JGPクールシュヴェル  |         |         |         |         | 1       |
| JGP B.シュベルター杯 |         |         |         | 2       |         |
| JGPウィーン杯        |         |         |         | 7       |         |
| JGPリベレツ          |         |         | 16      |         |         |
| JGPハーグ            |         |         | 5       |         |         |
| JGPブダペスト        | 12      |         |         |         |         |
| ガルデナスプリング杯 |         | 3 J     | 2 J     |         |         |

- J = ジュニアクラス

### 詳細
| 2021-2022 シーズン    |                                                      |          |           |           |
| 開催日                | 大会名                                               | SP       | FS        | 結果      |
| 2022年2月8日 - 10日   | 2022年北京オリンピック（北京）                       | 25 75.19 | -         | 25 75.19  |
| 2022年2月8日 - 10日   | 2022年北京オリンピック 団体戦（北京）                | 7 76.77  | -         | 8 団体    |
| 2022年1月10日 - 16日  | 2022年ヨーロッパフィギュアスケート選手権（タリン）   | 15 71.60 | 5 166.78  | 10 238.38 |
| 2021年11月26日 - 28日 | ISUグランプリシリーズ ロステレコム杯（モスクワ）     | 6 82.31  | 11 137.28 | 10 219.59 |
| 2021年10月22日 - 24日 | ISUグランプリシリーズ スケートアメリカ（ラスベガス） | 6 75.43  | 5 152.04  | 6 227.47  |
| 2021年9月15日 - 19日  | USインターナショナルクラシック（ノーウッド）         | 1 87.48  | 1 151.17  | 1 238.65  |

| 2020-2021 シーズン    |                                                      |          |           |           |
| 開催日                | 大会名                                               | SP       | FS        | 結果      |
| 2021年3月22日 - 28日  | 2021年世界フィギュアスケート選手権（ストックホルム） | 13 81.43 | 21 129.73 | 19 210.73 |
| 2020年12月10日 - 12日 | 四国選手権（チェシン）                               | 1 81.03  | 1 140.49  | 1 221.52  |

| 2019-2020 シーズン    |                                                      |         |           |           |
| 開催日                | 大会名                                               | SP      | FS        | 結果      |
| 2020年3月16日 - 22日  | 2020年世界フィギュアスケート選手権（モントリオール） |         |           | 中止      |
| 2019年1月20日 - 26日  | 2020年ヨーロッパフィギュアスケート選手権（グラーツ） | 1 89.77 | 11 141.48 | 7 231.25  |
| 2019年11月15日 - 17日 | ISUグランプリシリーズ ロステレコム杯（モスクワ）     | 8 80.27 | 8 156.20  | 9 236.47  |
| 2019年10月18日 - 20日 | ISUグランプリシリーズ スケートアメリカ（ラスベガス） | 5 81.11 | 11 132.06 | 11 213.17 |

| 2018-2019 シーズン    |                                                                                |         |          |          |
| 開催日                | 大会名                                                                         | SP      | FS       | 結果     |
| 2019年3月18日 - 24日  | 2019年世界フィギュアスケート選手権（さいたま）                                 | 8 86.96 | 8 167.32 | 8 254.28 |
| 2018年1月21日 - 27日  | 2019年ヨーロッパフィギュアスケート選手権（ミンスク）                           | 8 83.66 | 6 150.59 | 7 234.25 |
| 2018年12月5日 - 9日   | 2018/2019 ISUグランプリファイナル（バンクーバー）                              | 3 89.21 | 4 166.05 | 4 255.26 |
| 2018年11月2日 - 4日   | ISUグランプリシリーズ 2018年ヘルシンキ大会（ヘルシンキ）                       | 2 93.31 | 2 164.67 | 2 257.98 |
| 2018年10月19日 - 21日 | ISUグランプリシリーズ2018年スケートアメリカ（エバレット）                      | 2 82.09 | 2 157.42 | 2 239.51 |
| 2018年9月12日 - 16日  | ISUチャレンジャーシリーズ USインターナショナルクラシック（ソルトレイクシティ） | 2 79.57 | 4 128.70 | 2 208.27 |

| 2017-2018 シーズン    |                                                                               |          |           |           |
| 開催日                | 大会名                                                                        | SP       | FS        | 結果      |
| 2018年3月19日 - 25日  | 2018年世界フィギュアスケート選手権（ミラノ）                                  | 17 78.01 | 8 165.98  | 10 243.99 |
| 2018年2月19日 - 25日  | 2018年平昌オリンピック（平昌）                                                | 9 85.15  | 18 160.92 | 16 246.07 |
| 2018年1月15日 - 21日  | 2018年ヨーロッパフィギュアスケート選手権（モスクワ）                          | 10 72.72 | 8 152.48  | 8 225.20  |
| 2017年11月10日 - 12日 | ISUグランプリシリーズNHK杯（大阪）                                            | 9 76.24  | 10 144.21 | 9 220.45  |
| 2017年10月27日 - 29日 | ISUグランプリシリーズスケートカナダ（レジャイナ）                             | 7 80.34  | 4 156.70  | 6 237.04  |
| 2017年10月6日 - 8日   | ISUチャレンジャーシリーズフィンランディア杯（エスポー）                       | 5 77.26  | 6 156.02  | 6 233.28  |
| 2017年9月13日 - 17日  | ISUチャレンジャーシリーズUSインターナショナルクラシック（ソルトレイクシティ） | 7 75.78  | 11 118.17 | 9 193.95  |

| 2016-2017 シーズン     |                                                          |          |           |           |
| 開催日                 | 大会名                                                   | SP       | FS        | 結果      |
| 2017年3月27日 - 4月2日 | 2017年世界フィギュアスケート選手権（ヘルシンキ）         | 15 80.02 | 18 146.24 | 18 226.26 |
| 2017年1月31日 - 2月5日 | ユニバーシアード冬季競技大会（アルマトイ）               | 8 75.57  | 8 149.48  | 7 225.0   |
| 2017年1月25日 - 29日   | 2017年ヨーロッパフィギュアスケート選手権（オストラヴァ） | 8 78.61  | 13 136.91 | 12 215.52 |
| 2016年11月18日 - 20日  | ISUグランプリシリーズ 中国杯（北京）                     | 7 75.86  | 9 135.91  | 10 211.77 |
| 2016年10月27日 - 30日  | ISUグランプリシリーズ スケートカナダ（ミシサガ）         | 9 70.36  | 4 157.06  | 4 227.42  |

| 2015-2016 シーズン       |                                                                  |          |           |           |
| 開催日                   | 大会名                                                           | SP       | FS        | 結果      |
| 2016年4月22日 - 24日     | 2016年コーセー・チームチャレンジカップ（スポケーン）             | 8 64.54  | 5 158.30  | 注        |
| 2016年3月26日 - 4月3日   | 2016年世界フィギュアスケート選手権（ボストン）                   | 11 79.29 | 10 158.70 | 9 237.99  |
| 2016年2月23日 - 27日     | 2016年ヘルムート・ザイブトメモリアル（ウィーン）                 | 1 73.64  | 2 138.92  | 2 212.56  |
| 2016年1月25日 - 31日     | 2016年ヨーロッパフィギュアスケート選手権（ブラチスラヴァ）       | 3 84.30  | 13 127.51 | 10 211.81 |
| 2015年12月18日 - 20日    | 四国選手権（トジネツ）                                           | 1 68.83  | 1 154.72  | 1 223.55  |
| 2015年11月27日 - 29日    | ISUグランプリシリーズ NHK杯（長野）                              | 5 81.64  | 9 140.85  | 7 222.49  |
| 2015年10月30日 - 11月1日 | ISUグランプリシリーズ スケートカナダ（レスブリッジ）             | 5 75.46  | 8 143.12  | 8 218.58  |
| 2015年10月14日 - 18日    | 2015年ニース杯（ニース）                                         | 4 74.21  | 4 141.34  | 4 215.55  |
| 2015年10月9日 - 11日     | ISUチャレンジャーシリーズ フィンランディア杯（エスポー）         | 5 67.48  | 4 137.58  | 5 205.06  |
| 2015年9月23日 - 26日     | ISUチャレンジャーシリーズ ネーベルホルン杯（オーベルストドルフ） | 3 74.12  | 6 129.49  | 6 203.61  |
| 2015年9月17日 - 20日     | 2015年ロンバルディアトロフィー（セスト・サン・ジョヴァンニ）     | 4 62.54  | 1 143.67  | 2 206.21  |

| 2014-2015 シーズン       |                                                                  |          |           |           |
| 開催日                   | 大会名                                                           | SP       | FS        | 結果      |
| 2015年3月23日 - 29日     | 2015年世界フィギュアスケート選手権（上海）                       | 10 76.84 | 15 136.99 | 15 213.83 |
| 2015年2月25日 - 28日     | 2015年ヘルムート・ザイブトメモリアル（ウィーン）                 | 2 70.48  | 1 159.97  | 1 230.45  |
| 2015年1月26日 - 2月1日   | 2015年ヨーロッパフィギュアスケート選手権（ストックホルム）       | 3 80.86  | 7 139.25  | 5 220.11  |
| 2014年12月18日 - 21日    | 四国選手権（ブダペスト）                                         | 1 71.97  | 1 138.72  | 1 210.69  |
| 2014年12月4日 - 7日      | ISUチャレンジャーシリーズ ゴールデンスピン（ザグレブ）           | 3 81.62  | 1 158.00  | 2 239.62  |
| 2014年11月14日 - 16日    | ISUグランプリシリーズ ロステレコム杯（モスクワ）                 | 4 80.89  | 3 160.34  | 3 241.23  |
| 2014年10月31日 - 11月2日 | ISUグランプリシリーズ スケートカナダ（ケロウナ）                 | 7 73.29  | 8 134.95  | 7 208.24  |
| 2014年9月24日 - 27日     | ISUチャレンジャーシリーズ ネーベルホルン杯（オーベルストドルフ） | 2 78.27  | 2 150.21  | 2 228.48  |

| 2013-2014 シーズン     |                                                        |          |           |           |
| 開催日                 | 大会名                                                 | SP       | FS        | 結果      |
| 2014年3月24日 - 30日   | 2014年世界フィギュアスケート選手権（さいたま）         | 23 62.25 | -         | 棄権      |
| 2014年2月6日 - 22日    | ソチオリンピック（ソチ）                               | 12 81.95 | 13 151.67 | 10 233.62 |
| 2014年1月13日 - 19日   | 2014年ヨーロッパフィギュアスケート選手権（ブダペスト） | 5 82.80  | 4 154.18  | 4 236.98  |
| 2013年12月20日 - 22日  | 四国選手権（ブラチスラヴァ）                           | 2 72.81  | 2 136.59  | 2 209.40  |
| 2013年11月15日 - 17日  | ISUグランプリシリーズ エリックボンパール杯（パリ）     | 6 71.91  | 4 134.31  | 5 206.22  |
| 2013年10月25日 - 27日  | ISUグランプリシリーズ スケートカナダ（セントジョン）   | 7 71.71  | 5 146.61  | 4 218.32  |
| 2013年10月5日          | 2013年ジャパンオープン（さいたま）                     | -        | 6 125.74  | 3 団体    |
| 2013年8月31日 - 9月1日 | 2013年スロベニアオープン（ツェリェ）                   | 1 71.49  | 2 125.83  | 1 197.32  |

| 2012-2013 シーズン    |                                                      |         |           |           |
| 開催日                | 大会名                                               | SP      | FS        | 結果      |
| 2013年3月10日 - 17日  | 2013年世界フィギュアスケート選手権（ロンドン）       | 6 83.09 | 11 145.91 | 10 229.00 |
| 2013年1月23日 - 27日  | 2013年ヨーロッパフィギュアスケート選手権（ザグレブ） | 4 79.84 | 2 163.68  | 3 243.52  |
| 2012年12月14日 - 16日 | 三国選手権（チェシン）                               | 2 71.65 | -         | 棄権      |
| 2012年12月4日 - 9日   | 2012年NRW杯（ドルトムント）                          | 2 70.29 | 5 142.80  | 2 213.09  |
| 2012年11月9日 - 11日  | ISUグランプリシリーズ ロステレコム杯（モスクワ）     | 6 73.83 | 4 150.73  | 3 224.56  |
| 2012年10月19日 - 21日 | ISUグランプリシリーズ スケートアメリカ（ケント）     | 6 69.26 | 4 140.41  | 6 209.67  |
| 2012年10月6日         | 2012年ジャパンオープン（さいたま）                   | -       | 5 151.53  | 3 団体    |
| 2012年9月27日 - 29日  | 2012年ネーベルホルン杯（オーベルストドルフ）         | 5 67.78 | 7 133.93  | 5 201.71  |

| 2011-2012 シーズン     |                                                            |         |          |          |
| 開催日                 | 大会名                                                     | SP      | FS       | 結果     |
| 2012年3月26日 - 4月1日 | 2012年世界フィギュアスケート選手権（ニース）               | 2 87.67 | 7 151.88 | 6 239.55 |
| 2012年1月23日 - 29日   | 2012年ヨーロッパフィギュアスケート選手権（シェフィールド） | 6 76.13 | 4 153.17 | 4 229.30 |
| 2011年12月15日 - 18日  | 三国選手権（オストラヴァ）                                 | 1 72.12 | 2 135.45 | 2 207.57 |
| 2011年12月7日 - 11日   | 2011/2012 ISUグランプリファイナル（ケベック・シティー）    | 6 75.26 | 6 143.72 | 6 218.98 |
| 2011年11月24日 - 27日  | ISUグランプリシリーズ ロステレコム杯（モスクワ）           | 3 79.01 | 3 147.34 | 4 226.35 |
| 2011年11月17日 - 20日  | ISUグランプリシリーズ エリック・ボンパール杯（パリ）       | 3 74.32 | 4 144.28 | 3 218.60 |
| 2011年10月21日 - 23日  | ISUグランプリシリーズ スケートアメリカ（オンタリオ）       | 1 79.08 | 3 136.92 | 1 216.00 |
| 2011年9月21日 - 24日   | 2011年ネーベルホルン杯（オーベルストドルフ）               | 4 69.77 | 2 145.23 | 2 215.00 |

| 2010-2011 シーズン   |                                                    |          |         |           |          |
| 開催日               | 大会名                                             | 予選     | SP      | FS        | 結果     |
| 2011年4月25日-5月1日 | 2011年世界フィギュアスケート選手権（モスクワ）     | 3 130.87 | 7 77.50 | 5 156.11  | 4 233.61 |
| 2011年2月9日-13日    | 2011年ババリアンオープン（オーベルストドルフ）     | -        | 1 73.01 | 2 122.59  | 1 195.60 |
| 2011年1月24日-30日   | 2011年ヨーロッパフィギュアスケート選手権（ベルン） | -        | 2 76.13 | 10 125.26 | 8 201.39 |
| 2010年12月16日-18日  | 三国選手権（ジリナ）                               | -        | 2 71.26 | 2 131.50  | 2 202.76 |
| 2010年12月9日-11日   | 2010年ゴールデンスピン（ザグレブ）                 | -        | 1 55.44 | 2 128.20  | 2 183.64 |
| 2010年10月2日-日     | 2010年ジャパンオープン（さいたま）                 | -        | -       | -         | 3 団体   |
| 2010年9月22日-25日   | 2010年ネーベルホルン杯（オーベルストドルフ）       | -        | 9 55.40 | 5 128.91  | 7 184.31 |

| 2009-2010 シーズン    |                                                    |         |           |           |
| 開催日                | 大会名                                             | SP      | FS        | 結果      |
| 2010年3月22日 - 28日  | 2010年世界フィギュアスケート選手権（トリノ）       | 5 81.75 | 3 154.31  | 4 236.06  |
| 2010年2月12日 - 28日  | バンクーバーオリンピック（バンクーバー）           | 9 78.80 | 11 137.93 | 10 216.73 |
| 2010年1月18日 - 24日  | 2010年ヨーロッパフィギュアスケート選手権（タリン） | 4 79.60 | 5 145.14  | 4 224.74  |
| 2009年12月19日 - 20日 | 三国選手権（チェシン）                             | 1 75.05 | 1 148.48  | 1 223.53  |
| 2009年11月19日 - 22日 | ISUグランプリシリーズ スケートカナダ（キッチナー） | 5 71.92 | 5 130.40  | 4 202.32  |
| 2009年11月5日 - 8日   | ISUグランプリシリーズ NHK杯（長野）                | 6 70.80 | 2 146.68  | 3 217.48  |
| 2009年10月8日 - 11日  | 2009年フィンランディア杯（ヴァンター）             | 6 62.89 | 4 127.42  | 4 190.31  |
| 2009年9月24日 - 26日  | 2009年ネーベルホルン杯（オーベルストドルフ）       | 2 73.23 | 3 132.11  | 3 205.34  |

| 2008-2009 シーズン     |                                                            |          |          |           |
| 開催日                 | 大会名                                                     | SP       | FS       | 結果      |
| 2009年2月23日 - 3月1日 | 2009年世界ジュニアフィギュアスケート選手権（ソフィア）     | 2 69.55  | 2 135.33 | 2 204.88  |
| 2009年1月19日 - 25日   | 2009年ヨーロッパフィギュアスケート選手権（ヘルシンキ）     | 17 59.35 | 8 123.84 | 10 183.19 |
| 2008年9月25日 - 28日   | 2008年ネーベルホルン杯（オーベルストドルフ）               | 2 75.84  | 2 144.45 | 2 220.29  |
| 2008年9月3日 - 7日     | ISUジュニアグランプリ メラーノ（メラーノ）                 | 3 63.52  | 1 128.96 | 1 192.48  |
| 2008年8月27日 - 31日   | ISUジュニアグランプリ クールシュヴェル（クールシュヴェル） | 1 63.13  | 1 119.59 | 1 182.72  |

| 2007-2008 シーズン     |                                                                |          |           |           |
| 開催日                 | 大会名                                                         | SP       | FS        | 結果      |
| 2008年2月25日 - 3月2日 | 2008年世界ジュニアフィギュアスケート選手権（ソフィア）         | 5 62.11  | 6 122.29  | 5 184.4   |
| 2008年1月21日 - 27日   | 2008年ヨーロッパフィギュアスケート選手権（ザグレブ）           | 14 54.13 | 15 106.24 | 16 160.37 |
| 2007年10月10日 - 14日  | ISUジュニアグランプリ ブラオエン・シュベルター杯（ケムニッツ） | 1 61.77  | 2 114.66  | 2 176.43  |
| 2007年9月27日 - 29日   | 2007年ネーベルホルン杯（オーベルストドルフ）                   | 3 61.30  | 1 124.25  | 1 185.55  |
| 2007年9月13日 - 16日   | ISUジュニアグランプリ ウィーン杯（ウィーン）                   | 8 51.62  | 8 103.58  | 7 155.20  |

| 2006-2007 シーズン     |                                                                   |          |          |           |
| 開催日                 | 大会名                                                            | SP       | FS       | 結果      |
| 2007年3月29日 - 30日   | 2007年ガルデナスプリング杯 ジュニアクラス（セルヴァ・ガルデーナ） | 2 53.22  | 2 110.26 | 2 163.48  |
| 2007年2月26日 - 3月4日 | 2007年世界ジュニアフィギュアスケート選手権（オーベルストドルフ）  | 19 50.36 | 16 92.97 | 16 143.33 |
| 2006年11月17日 - 19日  | 2006年ゴールデンスピン（ザグレブ）                                | 7 44.17  | 4 91.24  | 5 135.41  |
| 2006年10月19日 - 22日  | ISUジュニアグランプリ リベレツ（リベレツ）                        | 6 52.56  | 17 69.23 | 16 121.79 |
| 2006年10月5日 - 8日    | ISUジュニアグランプリ ハーグ（ハーグ）                            | 7 48.06  | 6 99.33  | 5 147.39  |

| 2005-2006 シーズン   |                                                                   |         |         |          |
| 開催日               | 大会名                                                            | SP      | FS      | 結果     |
| 2006年3月29日 - 31日 | 2006年ガルデナスプリング杯 ジュニアクラス（セルヴァ・ガルデーナ） | 3 41.41 | 2 87.59 | 3 129.00 |

| 2004-2005 シーズン |                                                |          |         |           |
| 開催日             | 大会名                                         | SP       | FS      | 結果      |
| 2004年9月2日 - 5日 | ISUジュニアグランプリ ブダペスト（ブダペスト） | 12 43.23 | 9 84.05 | 12 127.28 |

## プログラム使用曲
| シーズン  | SP | FS | EX |
| --------- | --- | --- | --- |
| 2020-2021 | Baby Did a Bad Bad Thing 作曲・歌：クリス・アイザック 振付：シェイリーン・ボーン                                         | 想い出のサマー（Summer of '69） Run to You Heaven You Belong to Me 曲：ブライアン・アダムス                                                                                 | |
| 2019-2020 | Baby Did a Bad Bad Thing 作曲・歌：クリス・アイザック 振付：シェイリーン・ボーン                                         | イエスタデイ アイ・ソー・ハー・スタンディング・ゼア レット・イット・ビー ア・ハード・デイズ・ナイト 曲：ビートルズ                                                          | |
| 2018-2019 | リヴ・フォーエヴァー 作曲：ブライアン・メイ / 演奏：クイーン 振付：シェイ＝リーン・ボーン                                | アイム・ア・マン / 曲：スペンサー・デイヴィス・グループ Thunderstruck / 曲：AC/DC 振付：ナディア・カナエワ                                                                  | Castaway 曲：ザック・ブラウン・バンド                                                                      |
| 2017-2018 | 鼓童 振付：パスカーレ・カメレンゴ                                                                                        | Human 曲：ジャミー・ハートマン、ローリー・グラハム スタンド・バイ・ミー 曲：ベン・E・キング、ジェリー・リーバー 振付：ブノワ・リショー                                      | Katchi 曲：オフェンバック vs ニック ウォーターランド                                                       |
| 2016-2017 | The Way You Look Tonight 作曲：ジェローム・カーン 振付：ジェフリー・バトル                                               | ワンス・アポン・ア・タイム リミックス 作曲：エンニオ・モリコーネ 振付：トム・ディクソン                                                                                     | ブルー・スエード・シューズ 曲：カール・パーキンス                                                          |
| 2015-2016 | The Way You Look Tonight 作曲：ジェローム・カーン 振付：ジェフリー・バトル                                               | バレエ『海賊』より 作曲：アドルフ・アダン 振付：サロメ・ブルナー、ステファン・ランビエール                                                                                  | The Best Is Yet to Come ボーカル：フランク・シナトラ                                                       |
| 2014-2015 | テーマ(チェロ カバー) （テレビドラマ『ゲーム・オブ・スローンズ』より） 作曲：ラミン・ジャヴァディ 振付：サロメ・ブルナー | 歌劇『フィガロの結婚』より 作曲：ヴォルフガング・アマデウス・モーツァルト 間奏曲 歌劇『カヴァレリア・ルスティカーナ』より 作曲：ピエトロ・マスカーニ 振付：サロメ・ブルナー | Wonderwall ボーカル：ポール・アンカセヴン・ネイション・アーミー 曲：ザ・ホワイト・ストライプス             |
| 2013-2014 | 山の魔王の宮殿にて 作曲：エドヴァルド・グリーグ 演奏：エピカ 振付：パスカーレ・カメレンゴ                                | 映画『シャーロック・ホームズ』サウンドトラックより 作曲：ハンス・ジマー 振付：パスカーレ・カメレンゴ                                                                        | Suit & Tie 曲：ジャスティン・ティンバーレイク ft. ジェイ・Z                                                |
| 2012-2013 | 山の魔王の宮殿にて 作曲：エドヴァルド・グリーグ 演奏：エピカ 振付：パスカーレ・カメレンゴ                                | 映画『アンタッチャブル』サウンドトラックより 作曲：エンニオ・モリコーネ 振付：パスカーレ・カメレンゴ                                                                        | ニューヨーク・ニューヨーク リミックス                                                                      |
| 2011-2012 | 鼓童 振付：パスカーレ・カメレンゴ                                                                                        | 映画『アンタッチャブル』サウンドトラックより 作曲：エンニオ・モリコーネ 振付：パスカーレ・カメレンゴ                                                                        | If I Were a Rich Man ミュージカル『屋根の上のバイオリン弾き』よりAll That You Are 曲：グー・グー・ドールズ |
| 2010-2011 | 鼓童 振付：パスカーレ・カメレンゴ                                                                                        | パリのアメリカ人 曲：ジョージ・ガーシュウィン 振付：フランク・デーネ | 雨に唄えば ボーカル：ジーン・ケリーI'll take everything ボーカル：ジェームス・ブラント                     |
| 2009-2010 | 踊るリッツの夜 作曲：アーヴィング・バーリン 振付：フランク・デーネ                                                       | パリのアメリカ人 曲：ジョージ・ガーシュウィン 振付：フランク・デーネ | Feeling Good 曲：マイケル・ブーブレ                                                                        |
| 2008-2009 | シング・シング・シング 曲：ルイ・プリマ                                                                                  | ラテンダンス サフリ・デュオセレクション | 雨に唄えば ボーカル：ジーン・ケリーI'll take everything ボーカル：ジェームス・ブラント                     |
| 2007-2008 | シング・シング・シング 曲：ルイ・プリマ                                                                                  | ラテンダンス サフリ・デュオセレクション | I'll take everything ボーカル：ジェームス・ブラント                                                        |
| 2006-2007 | インカンテーション シルク・ドゥ・ソレイユより                                                                            | 映画『マトリックス』より 作曲：ドン・デイヴィス | |